# Zoltán Kodály
Zoltán Kodály (født 16. december 1882, død 6. marts 1967) var en ungarsk komponist og musikforsker. 
Sammen med Béla Bartók indsamlede han ungarske folkemelodier, hvis tonesprog indgik i hans egen musik.
Han gjorde en stor organisatorisk indsats for sit lands musikliv. 
Han virkede også som musikanmelder. 
Blandt hans mest kendte værker er operaen Háry János, korværker og en symfoni.